# La casa delle anime perdute
La casa delle anime perdute (The Haunted) è un film per la televisione del 1991 diretto da Robert Mandel e tratto dal libro The Haunted: L'incubo di una famiglia, che racconta la storia della famiglia Smurl.

## Trama
A causa del disastro provocato da un uragano, la famiglia Smurl si trasferisce in una nuova casa dove ben presto si manifestano una serie di terrificanti fenomeni che mettono a dura prova la serenità familiare e la stabilità dei rapporti interni.

Janet decide di tentare qualcosa e chiede aiuto a Ed e Lorraine Warren, esperti demonologi che si occupano di fenomeni paranormali.

## Curiosità
- Girato per la televisione, il film è oggi pressoché introvabile in vhs e le stesse televisioni non lo trasmettono più da svariati anni.
- Il titolo italiano (specialmente la lettera "C" a forma di falce di esso) è stato scelto al solo scopo di sfruttare il successo commerciale della serie cinematografica horror La casa.